# Les Trois Ennemis
Pour plus de détails, voir Fiche technique et Distribution.
Les Trois Ennemis (I tre nemici) est un film italien de Giorgio Simonelli sorti en 1962.

## Synopsis
Un scientifique met au point la formule d'un nouvel explosif surpuissant, mais sa femme de chambre est en fait un espion travesti en femme, qui le tue et lui vole la formule. En se faisant passer pour un tatoueur qui exerce dans le port, il transcrit la formule sous forme de tatouage sur les fesses sur Leo, un employé d'une agence touristique qui se prend pour un capitaine au long cours en collectionnant les tatouages. Il s'ensuit une course où les espions concurrents cherchent à s'emparer de la formule.

## Fiche technique
Sauf indication contraire, les informations mentionnées dans cette section peuvent être confirmées par la base de données cinématographiques IMDb,  présente dans la section « Liens externes ».
- Titre français : Les Trois Ennemis[1]
- Titre original : I tre nemici
- Réalisation : Giorgio Simonelli
- Scénario : Franco Castellano et Giuseppe Moccia
- Photographie : Aldo Giordani
- Montage : Dolores Tamburini
- Musique : Coriolano Gori
- Producteur : Gino Mordini
- Pays d'origine :  Italie
- Langue : italien
- Format : N&B - Format 35 mm - Son mono
- Genre : Comédie
- Durée : 96 minutes
- Date de sortie : 
  - Italie : 22 juin 1962
  - France : 11 juin 1965[1]

## Distribution
- Gino Bramieri : Leo Bottini
- Raimondo Vianello : Gerardo, le directeur de l'agence de voyage
- Martin Benson : professeur Otto Kreutz
- Fanfulla : espion X-9
- Silvio Laurenzi : maître de ballet
- Margaret Lee : femme espion
- Giulio Calì : un client de la boutique